# Adolf Schimon
Adolf Schimon   (Viena, 29 de febrer de 1820 - Leipzig, 21 de juny de 1887) va ser un pianista austríac-alemany, professor i compositor de cant.
Adolf Schimon era fill del cantant i pintor nascut a Buda Ferdinand Schimon, que va venir a Múnic amb ell el 1821 i va cantar al teatre de la cort fins al 1840. Adolf va rebre lliçons de piano de Caroline Perthaler a una edat molt primerenca i va fer una aparició pública el novembre de 1831 amb un concert per a piano de Friedrich Kalkbrenner. El 1834 va fer el seu primer concert a Augsburg i el febrer de 1836 un "Gran Concert vocal i instrumental" a l'Odeon de Múnic.
A partir de 1837 va estudiar composició i tocar el piano amb Henri-Montan Berton i Jacques Fromental Halévy al Conservatori de París, on també va formar la seva veu amb Marco Bordogni i Davide Banderali. El 1840 va anar a Florència per estudiar més cant, i on es va estrenar més tard la seva òpera Alessandro Stradella el 12 de febrer de 1846. Cap al 1844 va viure a París, on va conèixer Anton Schindler, Stephen Heller i Julius Stern.
Va anar a Londres i va treballar com a repetidor al "Her Majesty's Theatre" de 1850 a 1853. Durant aquest temps va realitzar gires de concerts acompanyant cantants com Michael Balfe, Sims Reeves i Clara Novello. Això va ser seguit el 1854 per quatre anys en el mateix càrrec a l'Òpera Italiana de París, al Théâtre-Italia. Aleshores Shimon va tornar a viure a Itàlia. El 12 d'agost de 1858, el seu amic Friedrich von Flotow va representar la seva òpera còmica List um List al "Hoftheater" de Schwerin. El 1872 es va casar amb la cantant Anna Regan (Anna Schimon-Regan) a Florència. Va treballar com a director en diversos teatres d'Alemanya, i més tard, a partir del 1874 com a professor de cant a Alemanya, primer al Conservatori de Leipzig, i del 1877 al 1886 a la "Royal Music School" de Múnic, on sovint acompanyava el piano en recitals de la seva dona i el cantant vienès Gustav Walter. Després va tornar a Leipzig, on va tornar a ensenyar al conservatori. Alwin Ruffini va ser un dels seus estudiants a Leipzig. Entre els seus alumnes a la "Royal Music School" de Múnic hi havia les dues futures sopranos Emilie Welti i Emilie Feuge-Gleiss, aquesta última de les quals va ser professora més tard a Leipzig.